# Мікаель Антонссон
Мікаель Антонссон (швед. Mikael Antonsson; нар. 31 травня 1981, Карлскруна) — шведський футболіст, що грав на позиції захисника. По завершенні ігрової кар'єри — тренер. З 2017 року входить до тренерського штабу клубу «Копенгаген».
Виступав, зокрема, за клуб «Гетеборг», а також національну збірну Швеції.
Володар Кубка Австрії. П'ятиразовий чемпіон Данії. Триразовий володар Кубка Данії.

## Клубна кар'єра
Народився 31 травня 1981 року у селищі Сілльгевда, муніципалітет Карлскруна. Вихованець футбольної школи місцевого клубу «АІК Сілльгевда». Дорослу футбольну кар'єру розпочав 1995 року в основній команді того ж клубу, в якій провів два сезони, взявши участь у 28 матчах чемпіонату.
Своєю грою за цю команду привернув увагу представників тренерського штабу клубу «Гетеборг», до складу якого приєднався 1997 року. Відіграв за команду з Гетеборга наступні сім сезонів своєї ігрової кар'єри.
Згодом з 2004 по 2007 рік грав у складі австрійської «Аустрії» (Відень) та грецького «Панатінаїкоса».
2007 року уклав контракт з данським клубом «Копенгаген», у складі якого провів наступні чотири роки своєї кар'єри гравця. Більшість часу, проведеного у складі «Копенгагена», був основним гравцем захисту команди. За цей час тричі виборював титул чемпіона Данії.
До складу клубу «Болонья» приєднався 2011 року на правах вільного агента. Всього встиг відіграти за болонської команду 89 матчів у національному чемпіонаті.
Завершив ігрову кар'єру у команді «Копенгаген», у складі якої вже виступав раніше. Повернувся до неї 2014 року, захищав її кольори до припинення виступів на професійному рівні у 2018.

## Виступи за збірні
1996 року дебютував у складі юнацької збірної Швеції (U-16), загалом на юнацькому рівні взяв участь у 27 іграх, відзначившись 2 забитими голами.
Протягом 2002—2004 років залучався до складу молодіжної збірної Швеції. На молодіжному рівні зіграв у 20 офіційних матчах, забив 1 гол.
2004 року дебютував в офіційних матчах у складі національної збірної Швеції. Всього провів у формі головної команди країни 28 матчів.

## Кар'єра тренера
Розпочав тренерську кар'єру, ще продовжуючи грати на полі, 2017 року, увійшовши до тренерського штабу клубу «Копенгаген». Наразі досвід тренерської роботи обмежується цим клубом, в якому Мікаель Антонссон працює і досі.
| Дата       | Місто         | Господарі   | Результат | Гості       | Турнір            | Голи | Примітки |
| ---------- | ------------- | ----------- | --------- | ----------- | ----------------- | ---- | -------- |
| 22-1-2004  | Гонконг       | Норвегія    | 3 – 0     | Швеція      | товариський матч  | -    |          |
| 16-8-2006  | Гельзенкірхен | Німеччина   | 3 – 0     | Швеція      | товариський матч  | -    |          |
| 11-10-2006 | Рейк'явік     | Ісландія    | 1 – 2     | Швеція      | Відбір до ЧЄ 2008 | -    |          |
| 29-3-2011  | Стокгольм     | Швеція      | 2 – 1     | Молдова     | Відбір до ЧЄ 2012 | -    |          |
| 30-5-2012  | Гетеборг      | Швеція      | 3 – 2     | Ісландія    | товариський матч  | -    | 81'      |
| 14-11-2012 | Стокгольм     | Швеція      | 4 – 2     | Англія      | товариський матч  | -    | 73'      |
| 22-3-2013  | Стокгольм     | Швеція      | 0 – 0     | Ірландія    | Відбір до ЧС 2014 | -    | 46'      |
| 26-3-2013  | Жиліна        | Словаччина  | 0 – 0     | Швеція      | товариський матч  | -    |          |
| 14-8-2013  | Стокгольм     | Швеція      | 4 – 2     | Норвегія    | товариський матч  | -    |          |
| 6-9-2013   | Дублін        | Ірландія    | 1 – 2     | Швеція      | Відбір до ЧС 2014 | -    |          |
| 10-9-2013  | Нур-Султан    | Казахстан   | 0 – 1     | Швеція      | Відбір до ЧС 2014 | -    |          |
| 11-10-2013 | Стокгольм     | Швеція      | 2 – 1     | Австрія     | Відбір до ЧС 2014 | -    |          |
| 15-10-2013 | Стокгольм     | Швеція      | 3 – 5     | Німеччина   | Відбір до ЧС 2014 | -    |          |
| 15-11-2013 | Лісабон       | Португалія  | 1 – 0     | Швеція      | Відбір до ЧС 2014 | -    |          |
| 19-11-2013 | Стокгольм     | Швеція      | 2 – 3     | Португалія  | Відбір до ЧС 2014 | -    | 84'      |
| 5-3-2014   | Анкара        | Туреччина   | 2 – 1     | Швеція      | товариський матч  | -    | 46'      |
| 28-5-2014  | Копенгаген    | Данія       | 1 – 0     | Швеція      | товариський матч  | -    |          |
| 1-6-2014   | Стокгольм     | Швеція      | 0 – 2     | Бельгія     | товариський матч  | -    | 62'      |
| 4-9-2014   | Стокгольм     | Швеція      | 2 – 0     | Естонія     | товариський матч  | -    |          |
| 8-9-2014   | Відень        | Австрія     | 1 – 1     | Швеція      | Відбір до ЧЄ 2016 | -    |          |
| 9-10-2014  | Стокгольм     | Швеція      | 1 – 1     | Росія       | Відбір до ЧЄ 2016 | -    |          |
| 12-10-2014 | Стокгольм     | Швеція      | 2 – 0     | Ліхтенштейн | Відбір до ЧЄ 2016 | -    |          |
| 15-11-2014 | Подгориця     | Чорногорія  | 1 – 1     | Швеція      | Відбір до ЧЄ 2016 | -    |          |
| 5-9-2015   | Москва        | Росія       | 1 – 0     | Швеція      | Відбір до ЧЄ 2016 | -    |          |
| 8-9-2015   | Стокгольм     | Швеція      | 1 – 4     | Австрія     | Відбір до ЧЄ 2016 | -    |          |
| 9-10-2015  | Вадуц         | Ліхтенштейн | 0 – 2     | Швеція      | Відбір до ЧЄ 2016 | -    |          |
| 12-10-2015 | Стокгольм     | Швеція      | 2 – 0     | Молдова     | Відбір до ЧЄ 2016 | -    |          |
| 14-11-2015 | Стокгольм     | Швеція      | 2 – 1     | Данія       | Відбір до ЧЄ 2016 | -    | 29'      |
| Усього     |               | Матчів      | 28        |             | Голів             | 0    |          |

## Титули і досягнення
- Чемпіон Австрії (1):

«Аустрія» (Відень): 2005-06
- Володар Кубка Австрії (2):

«Аустрія» (Відень): 2004-05, 2005-06
- Чемпіон Данії (5):

«Копенгаген»: 2008-09, 2009-10, 2010-11, 2015-16, 2016-17
- Володар Кубка Данії (4):

«Копенгаген»: 2008-09, 2014-15, 2015-16, 2016-17